# Roque González de Santa Cruz
Roque González de Santa Cruz, SJ (17. listopadu 1576, Asunción – 15. listopadu 1628, Caibaté) byl guaraníjsko-španělský římskokatolický kněz a řeholník Tovaryšstva Ježíšova, zabitý v Paraguayi, kde působil jako misionář. Katolická církev jej uctívá jako svatého mučedníka.

## Život

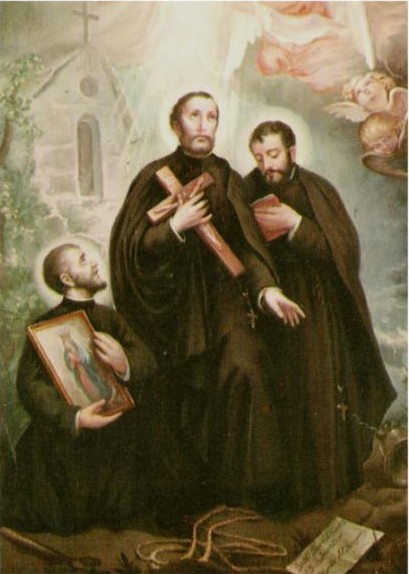
Obraz svatých Juana del Castillo, Roque Gonzáleze a Alfonse Rodrígueze

Narodil se dne 17. listopadu 1576 ve městě Asunción, tehdy součásti guvernorátu Nová Andalusie.  Byl synem španělského conquistadora jménem Bartolomé González de Villaverde a v Asunciónu narozené Maríe de Santa Cruz, dcery Španěla Juana de Santa Cruz a ženy z kmene Guaraní. Jeho otec i dědeček dorazili do Jižní Ameriky ve flotile vedené Pedrem de Mendozou. Vzhledem k velké domorodé populaci v regionu mluvil od útlého věku plynně guaranštinou a také svou rodnou španělštinou.
V roce 1598, ve věku 23 let, byl vysvěcen na kněze córdobským biskupem Fernandem Trexo y Senabria a inkardinován do jeho diecéze. V roce 1609 se stal členem Tovaryšstva Ježíšova a zahájil svou misijní činnost v dnešní Brazílii. Stal se prvním Evropanem, který vstoupil do oblasti později známé jako stát Rio Grande do Sul, a rozšířil tak systém jezuitských redukcí, které původně vznikly v Paraguay.
Jeho příjezd do oblasti se uskutečnil až poté, co si s místními domorodými vůdci navázal delikátní vztahy důvěry, z nichž někteří se obávali, že kněží připravují cestu pro příchod mas španělských kolonistů do jejich země. V roce 1613 pomáhal při založení jezuitské redukce San Ignacio Miní. V roce 1615 založil Itapúu, dnešní město Posadas v argentinské provincii Misiones. Poté musel redukci přesunout na druhou stranu řeky, kde dnes stojí město Encarnación. Založil také redukce Concepción de la Sierra Candelaria (1619), Candelaria (1627), San Javier, Yapeyú (nyní v provincii Corrientes), San Nicolás, Asunción del Ijuí a Caaró (nyní v Brazílii). V oblasti Iyuí měl potíže s místním náčelníkem a čarodějem (cacique) Nheçou, který se proti misionářům postavil.
Dne 15. listopadu 1628, když se připravoval na dohled nad instalací nového zvonu pro kostel v misi Todos los Santos de Caaró v Caibaté, byl na rozkaz Nheçua sražen a zabit tomahavkem spolu se svým společníkem, jezuitou Alfonsem Rodríguezem Olmedem. Jejich těla byla odvlečena do kostela a spálena spolu s obrazy a sochami. Stejný osud potkal o několik dní později i jezuitu Juana de Castilla, který byl 17. listopadu 1628 taktéž zavražděn. Hrobka tří mučedníků se nachází ve svatyni Caaró v Caibaté.

## Úcta
Beatifikační proces jeho a jeho dvou společníků započal dne 13. července 1932, čímž obdrželi titul služebníci Boží. Dne 3. prosince 1933 podepsal papež Pius XI. dekret o jejich mučednictví. Blahořečeni pak byli tímtéž papežem dne 28. ledna 1934.
Dne 28. března 1988 byl uznán zázrak na jejich přímluvu, potřebný pro jejich svatořečení. Svatořečeni byli dne 16. května 1988 ve čtvrti Ñu Guazú v Asuncionu papežem sv. Janem Pavlem II. během jeho apoštolské návštěvy Paraguaye a dalších zemí.
Jeho památka je připomínána 16. listopadu. Bývá zobrazován v kněžském oděvu.